# 740
| Calendário gregoriano                                                        | 740 DCCXL                       |
| Ab urbe condita                                                              | 1493                            |
| Calendário arménio                                                           | 189 – 190                       |
| Calendário bahá'í                                                            | -1104 – -1103                   |
| Calendário budista                                                           | 1284                            |
| Calendário chinês                                                            | 3436 – 3437                     |
| Calendário copta                                                             | 456 – 457                       |
| Calendário etíope                                                            | 732 – 733                       |
| Calendários hindus - Vikram Samvat - Calendário nacional indiano - Cáli Iuga | 795 – 796 661 – 662 3840 – 3841 |
| Calendário Holoceno                                                          | 10740                           |
| Calendário islâmico                                                          | 122 – 123                       |
| Calendário judaico                                                           | 4500 – 4501                     |
| Calendário persa                                                             | 118 – 119                       |
| Calendário rúnico                                                            | 990                             |
| Calendário solar tailandês                                                   | 1283                            |

740 (DCCXL na numeração romana) foi um ano bissexto do século VIII do Calendário Juliano, da Era de Cristo, as suas letras dominicais foram C e B (52 semanas), teve início a uma sexta-feira e terminou a um sábado.
| Ano completo                          |
| ------------------------------------- |
| Ano bissexto com início à sexta-feira |

## Eventos
- Revolta dos Berberes da Península Ibérica, que desencadeia uma guerra civil por 16 anos. Esta situação facilita os sucessos de Afonso I das Astúrias.